# Кирскорф, Франк фон
Франк фон Кирскорф (нем. Frank von Kirskorf; (? — 1 сентября 1435) — магистр Ливонского ордена с 1434 года и по 1435 год.

## Биография
В 1424/1427 году Франк фон Кирскорф был назначен комтуром замка Лухула, а в 1427/1428-1432 годах занимал должность фогта замка Каркус. В 1432 году Франк фон Кирскорф был назначен магистром Циссе фон дем Рутенбергом (1424—1433) маршалом Ливонского Ордена. В 1434 году Франк фон Кирскорф был избран новым магистром Ливонского Ордена. Великий магистр Тевтонского Ордена Пауль фон Русдорф утвердил избрание своего родственника Франка фон Кирскорфа.
В 1434 году ливонский магистр Франк фон Кирскорф, продолжая политику своего предшественника Циссе фон дем Рутенберга, активно вмешивался в гражданскую войну в Великом княжестве Литовском (1432—1438). Франк фон Кирскорф сражался на стороне «великого князя русского» Свидригайло Ольгердовича против великого князя литовского Сигизмунда Кейстутовича.
Летом 1434 года Свидригайло, собрав войско, двинулся в поход на литовские земли, признававшие верховную власть Сигизмунда. Магистр Ливонского ордена Франк фон Керсдорф с орденским войском вторгся в литовские владения, чтоб соединиться с полками Свидригайла в Браславе. Но из-за сильных дождей союзники вынуждены были отказаться от своего похода в глубь Литвы. Свидригайло с русскими полками вернулся в Белоруссию, а магистр Франк фон Керсдорф с ливонскими рыцарями отступил в Ливонию.
Осенью 1434 года ливонский магистр Франк фон Кирскорф организовал новый поход на Великое княжество Литовское. Ливонское войско тремя колоннами вступило в Жемайтию, но потерпело поражение. Два орденских отряда были разбиты и полностью истреблены, а третий отряд с большим трудом смог вернуться обратно в Ливонии.
Летом 1435 года Франк фон Кирскорф принял участие в новой кампании Свидригайло против великого князя литовского Сигизмунда Кейстутовича. Свидригайло и Франк фон Кирскорф вновь соединились в Браславе и выступили вглубь литовской территории, грабя и сжигая все на своем пути. Под командованием ливонского магистра находилось трехтысячное войско. Кроме ливонских рыцарей, под командованием Свидригайло находились дружины русско-литовских удельных князей и вспомогательный татарский отряд.
Великий князь литовский Сигизмунд Кейстутович (1432—1440), собрав литовское ополчение и получив большое подкрепление из Польши, назначил командующим своего сына Михаила Сигизмундовича. Польско-литовская армия выступила навстречу приближающемуся русско-ливонскому войску.
1 сентября 1435 года в битве под Вилькомиром произошла решающая битва между Свидригайло Ольгердовичем и Сигизмундом Кейстутовичем. Польско-литовские хоругви одержали полную победу над Свидригайло и его союзниками. В сражении погибли и были взяты в плен многие русские и литовские князья, союзники и подручники Свидригайло, а сам он с небольшой дружиной бежал в Полоцк. Погибли магистр Ливонского ордена Франк фон Кирскорф, маршал и несколько орденских комтуров, многие немецкие, чешские, австрийские и силезские рыцари.